# Claosaure
El claosaure (Claosaurus) és un gènere de dinosaure hadrosàurid que va viure al Santonià, Cretaci superior, en el que actualment són els Estats Units, Nord-amèrica.